# Меггі Грейс
Марґарет Ґрейс Деніґ (англ. Margaret Grace Denig, відома як Меггі Грейс (англ. Maggie Grace, нар. 21 вересня 1983, Вортінгтон, штат Огайо) — американська акторка. Найбільш відома як виконавиця ролі Шеннон Рутерфорд в серіалі «Загублені».

## Життєпис
Народилася в містечку Вортінгтон, Огайо. Відвідувала «Вортінгтонську християнську школу» до дев'ятого класу та «Середню школу Томаса Вортінгтона», де почала грати в шкільних п'єсах і аматорському театрі. Батьки розлучились, коли їй було 16. Вона кинула школу, щоб переїхати з матір'ю в Лос-Анджелес, в той час, як її молодші брат і сестра, Єн та Марісса, продовжували жити з батьком. У Каліфорнії вони з матір'ю перебували у досить складному фінансовому становищі, змушені знімати недороге житло на невеликі терміни, харчуючись скромно.

## Кар'єра
Після переїзду Деніг записалась на курси акторської майстерності. Як і багато молодих акторок, почала кар'єру зі зйомок в рекламних роликах. У 18 років зіграла свою першу роль у фільмі «Вбивство в Гринвічі», заснованому на реальних подіях про жахливе вбивство 15-річної дівчини. Після цієї ролі номінована на премію «Молодий актор». Потім була роль у драмі «Дорога в 12 миль».
У 2004 році Ґрейс запропонували роль багатої красуні Шеннон Рутерфорд у серіалі «Загублені». У 2005 році Ґрейс підписує контракт на участь у фільмі жахів — «Туман», римейку 1980-х. Партнером по фільму став актор Том Веллінг, зірка серіалу «Таємниці Смоллвілля».
Наступною була роль у фільмі «Дівчина з передмістя», де Меґґі попрацювала з такими відомими акторами, як Сара Мішель Геллар і Алек Болдуїн. У 2008 році знялася зі своїм кумиром Ліамом Нісоном у трилері «Викрадена». Рік по тому, у 2008 році, зіграла головну роль у картині «Меліс у Країні чудес».
У 2010 році вийшли дві картини з її участю: «Лицар дня», де вона знялася з Кемерон Діаз і Томом Крузом та драма режисера Дерека Магіяра «Уроки польоту». Серед відомих останніх робіт Ґрейс участь у двох частинах вампірської саги «Сутінки», де вона зіграла Ірину Деналі.

## Особисте життя
Зустрічалася з Єном Сомерголдером, з яким працювала в популярному серіалі «Залишитися в живих». 2008 — 2009 році зустрічалася з Блейком Мікоскі, засновником «TOMS Shoes», американської компанії з виробництва взуття.
У 2015 Ґрейс заручилася з Меттью Куком.

## Фільмографія
- 2001 — Кімната Рейчел (Rachel's Room)
- 2002 — Shop Club
- 2002 — Вбивство в Гринвічі (Murder in Greenwich)
- 2003 — C.S.I.: Маямі (CSI: Miami)
- 2004 — Закон і порядок (Law & Order)
- 2005 — Туман (The Fog)
- 2008 — Викрадена (Taken)
- 2004—2010 — Загублені (Lost)
- 2011 — Світанок (The Twilight Saga: Breaking down)
- 2012 — Напролом (MS One: Maximum Security)
- 2012 — Викрадена 2 (Taken 2)
- 2012 — Сутінки Сага: Світанок — Частина 2 (Twilight Saga: Breaking Dawn — Part 2)
- 2013 — Секс і Каліфорнія (Californication)
- 2013 — Послідовники (The Following)
- 2015 — Викрадена 3 (Taken 3)
- 2017 — Наслідки (The Aftermath)
- 2018 — Категорія 5 (The Hurricane Heist)
- 2020 — Кохання, весілля та інші катастрофи
- 2025 — Форс-мажори: Лос Анджелес